# Luděk Frydrych
Luděk Frydrych (3 gennaio 1987) è un calciatore ceco, portiere del FK Pardubice.